# Мантурово
Ма́нтурово — місто, адміністративний центр Мантуровського району, Костромська область, Росія.
Населення: 17,8 тис. осіб (2010).

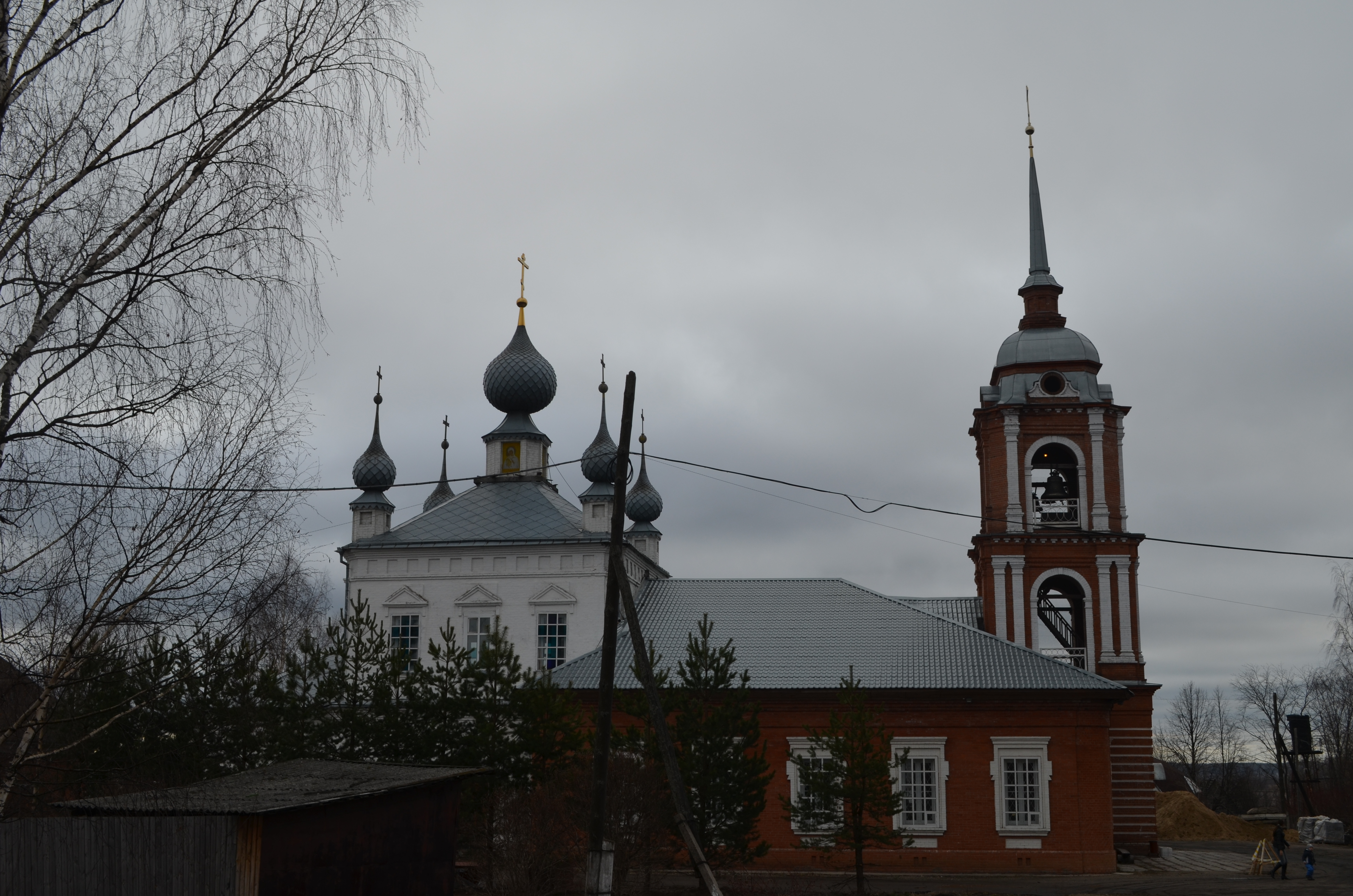
Нікольська церква

Місто розташоване на річці Унжа (притока Волги), за 261 км від Костроми.
Іменем Героя Радянського Союзу Анатолія Котлова, що мешкав Мантурово, названа вулиця.